# Leopold og Loeb
Leopold og Loeb egentlig Nathan Freudenthal Leopold, Jr. (19. november 1904 – 30. august 1971) og Richard A. Loeb (11. juni 1905 – 28. januar 1936) var to amerikanske studenter fra velstående jødiske familier i Chicago, som i 1924 kidnappede og myrdede den 14-årige millionærsøn Bobby Franks.

## Forbrydelsen
Leopold og Loeb havde sat sig for at begå den perfekte forbrydelse og dermed undgå opdagelse. Den 21. maj 1924 narrede de Franks ind i en bil og dræbte ham, hvorpå de gemte liget i et drænrør under et jernbanespor. De troede ikke, at nogen ville finde liget, inden de havde fået løsepengene fra Franks` forældre. En person opdagede dog liget temmelig hurtigt, og de tekniske beviser, blandt andet et par briller, knyttede Leopold til stedet. Under politiforhøret brød de begge sammen og erkendte mordet. Ved den efterfølgende retssag idømtes Leopold og Lob begge livstid i fængsel for mordet, og yderligere 99 års fængsel for kidnapningen.
I januar 1936 blev Loeb angrebet af en medfange med en barberkniv og døde. Leopold blev sluppet fri i 1958 efter 33 års fængsel. Han emigrerede til Puerto Rico, hvor han i 1971 døde af en blodprop i hjertet.